# Приютово (Башкортостан)
Прию́тово (баш. Приют) — посёлок городского типа в Белебеевском районе Республики Башкортостан России. Образует муниципальное образование Приютовский поссовет со статусом городского поселения как единственный населённый пункт в его составе.. В 1930-32 годы административный центр Приютовского района, в 1932—1935 годы находился в границах Бижбулякского района, в 1935—1957 годы — в составе Ермекеевского района, 1957—2004 годы — в административном подчинении г. Белебея. С декабря 2004 года и по настоящее время находится в составе Белебеевского района.
Железнодорожная станция на историческом ходе Транссиба.
Приютово находится на 35 месте из 1179 (по результатам переписи в 2021 г.) по численности населения среди посёлков городского типа Российской Федерации. Превосходит по количеству жителей 3 города Башкортостана: Агидель, Баймак и Межгорье.
Приютово неоднократно претендовало на получение статуса города республиканского подчинения, а позднее — городского округа.
По материалам Всероссийской переписи населения на 1 января 2022 года пгт. Приютово занимает третье место в Республике Башкортостан (данные Башкортостанстата) среди населённых пунктов по плотности населения (число жителей на км²):
1. город Стерлитамак (2515,0);
2. город Мелеуз (1778,6);
3. п.г.т. Приютово (1693,6);
4. город Уфа (1649,4);
5. город Белорецк (1494,0)

## Физико-географическая характеристика

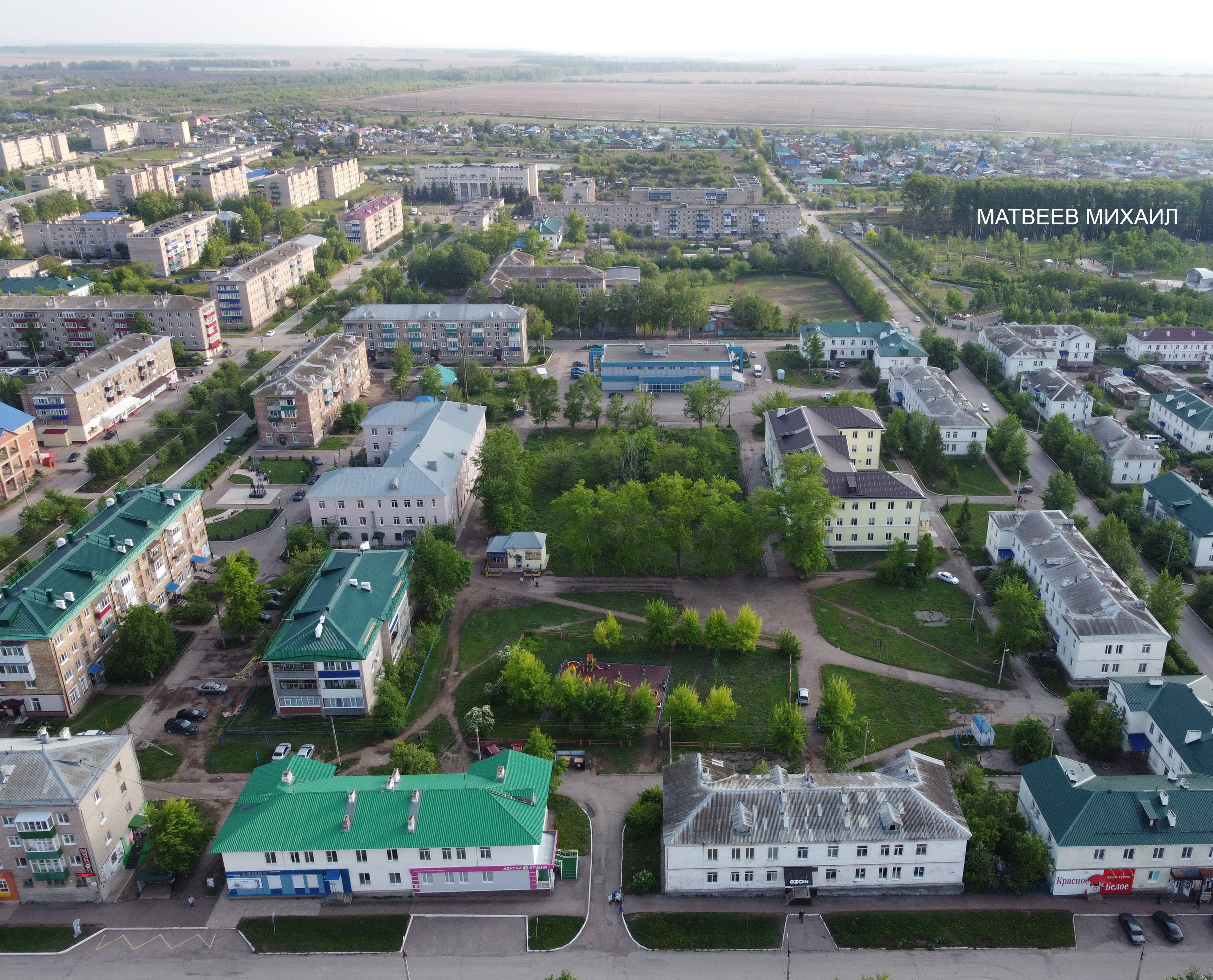
Приютово

Расположен на юго-западе Республики Башкортостан на стыке трёх административных и муниципальных районов: Белебеевского, Ермекеевского и Бижбулякского, в 210 километрах от столицы республики города Уфы, в 27 километрах от районного центра города Белебея, в 93 км от города Туймазы и 102 км от города Октябрьского, и в 30 км от границы с Оренбургской областью.
В разное время в состав Приютово были включены следующие населённые пункты: д. Любино, в 1956 г. п. Приютовской МТС, в 1959 г. с. Булановка, в 2005 г. ОП Малоприютово, Плодопитомника.

## История

### XIX век
- 1870 — В списке населённых мест Российской империи по Белебеевскому уезду Уфимской губернии значится небольшое село Приютово, которое располагалось во 2-м стане по правую сторону коммерческого тракта из Белебея в Оренбург по речке Слепушке, и находилось в 28 верстах от уездного центра. Число жителей на то время составляло 82 человека. Имелась 1 водяная мельница.
- 1885 — В Приютово началось строительство Самаро-Златоустовской железной дороги. Она соединила Белебеевский, Уфимский, Златоустовский, Челябинский уезды, проходила через село, что послужило его быстрому развитию.

### XX век
- 1901 — В селе Приютово Ильинской волости числилось 12 дворов. Они находились на территории нынешней Мало-Приютовки. Проживало 68 человек мужского пола. В основном это были крестьяне-собственники. Занимались земледелием. В это время образовалась Булановка, жители которой работали в хозяйствах богачей села.
- 1914 — Построена Булановская больница на 10 коек, медицинский персонал и оборудование переведён из Чегодаева.
- 1919 — Открылась 4-классная Булановская школа.
- 1923 — Во время укрупнения волостей Приютовская волость вошла в Васильевскую, а затем в Бижбулякскую.
- 1925 — Построен деревянный элеватор. Вскоре образовано сельпо, открыто три сельмага.
- 1926 — На станции Приютово Приютовской волости Белебеевского кантона было уже 27 дворов и жило 118 человек.
- 1930 — Был создан Приютовский район, куда в составе Приютовского сельсовета вошла станция Приютово. Открыта семилетняя школа на территории сегодняшней спортивной площадки школы № 4. Закончилось создание колхоза «Сознание», объединившего жителей Булановки и Приютово. Почтовая связь перешла в госуправление.
- 1931 — организована МТС, объединившая технику колхозов Приютовского района. Вплоть до 1960-х гг. Приютово развивалось в сельскохозяйственном направлении.
- 1935—1937 — создан Ермекеевский район. Центром Приютовского сельсовета этого района стало Приютово. Построены улицы Лесная, Подлесная, Чапаева переселенцами из Ермекеевского и Туймазинского районов. Построена вторая железнодорожная колея. Открыта начальная школа в Булановке.
- 1939 — Построена шоссейная дорога.
- 1941—1950 — Построена нефтебаза. Ермекеевский райсовет ходатайствует об отнесении станции Приютово к категории рабочих посёлков, но 6 июня 1941 г. Президиум Верховного Совета БАССР его отклоняет. К этому времени здесь проживало 1082 человека.
- 1951—1952 — Приютовская школа Ермекеевского района преобразована в среднюю.
- 1953 — Открытие Шкаповского месторождения нефти. Пробурена скважина № 3 (фонтанная). Она дала за сутки 210 тонн нефти.
- 1955 — создано НПУ «Аксаковнефть». В нефтяные артерии влилась первая тонна шкаповской нефти. С освоением Шкаповского месторождения нефти увеличилось население станции. Начато строительство нового железнодорожного вокзала. Создана АТХ. Приютовская школа получила барачное здание.
- 1956 — Указом Президиума Верховного Совета РСФСР от 20 апреля 1956 г. населённый пункт Приютово Ермекеевского района Башкирской АССР был отнесён к категории рабочих посёлков. Избран первый поселковый Совет. Создана Приютовская МСЧ. Открыто 3 барачных клуба «Нефтяник», «Новатор», «Комсомольский». Построена баня в старой части посёлка. Открыты две столовые. Жилой фонд: 28 537 м² (в основном бараки).
- 1957 — Указом Президиума Верховного Совета Башкирской АССР от 24 августа 1957 года рабочий посёлок Приютово Ермекеевского района передан в административное подчинение города Белебея, который к этому времени был отнесён к категории городов республиканского подчинения. Вплоть до 2004 года, до реформы административно-территориальной реформы в Башкирии, Приютово территориально находилось на территории Ермекеевского района, а подчинялось другой территориальной единице республики — городу Белебею. Это двоякое положение имело свои побочные стороны. Например, Больничная улица входила в 2 административных района: половина улицы относилась к Белебею, другая к Ермекеевскому району. То же самое происходило и с находящимися на территории посёлка предприятиями: хлебная база № 67, или больше известная как элеватор, а также предприятие «Сельхозхимия» относились к Ермекеевскому району, а остальные предприятия — к Белебею.
- 1957 — Построены новый железнодорожный вокзал, ПЖЗБК, школы № 5, 4, котельные № 1, 5, 8, 10. В посёлке работали 11 цехов НПУ "Аксаковнефть, СУ-1, −2, −3, автобаза треста «ШНС», СМУ-2, −6, две конторы бурения, детский сад, двое детских яслей, аптека, библиотека. Население составляло 13 200 человек.
- 1958 — Открыта баня в новой части посёлка.
- 1959 — Открыт санаторий-профилакторий НГДУ «Аксаковнефть» «Здоровье». Указом Президиума Верховного Совета Башкирской АССР в черту рабочего посёлка Приютово был включён населённый пункт Булановка, ранее относившийся к Спартаковскому сельсовету Ермекеевского района. Введена в эксплуатацию 1-я очередь ШГПЗ.
- 1961 — Пущен в эксплуатацию хлебный завод в старой части посёлка. Открыта столовая № 8 на 280 мест. Завершено строительство второй очереди ШГПЗ.
- 1962 — Построена автостанция по ул. Парамонова. Открыта музыкальная школа.
- 1963 — Построен хлебзавод по ул. Парамонова. Открыта поликлиника в переоборудованном здании АТС.
- 1964 — Построена средняя школа № 7.
- 1968 — Добыта 100-миллионная тонна нефти. Сдан в эксплуатацию ДКиТ НГДУ «Аксаковнефть» с двумя библиотеками и залом на 600 мест. Открыт филиал Октябрьской швейной фабрики.
- 1970 — Установлен памятник В. И. Ленину на площади ДКиТ.
- 1971 — Построен новый элеватор.
- 1973 — Впервые получена нефть экспортной кондиции.
- 1975 — Заложен парк Славы, установлен памятник. Построена новая средняя школа № 16. Введён в эксплуатацию тепличный комбинат.
- 1978 — Построено РТП «Сельхозтехника».
- 1983 — Сдан в эксплуатацию детский сад № 22.
- 1984 — Введена в эксплуатацию АТС на 200 телефонных номеров. Построен стадион НГДУ «Аксаковнефть». Введено в эксплуатацию 4-этажное здание поликлиники ПМСЧ.
- 1985 — В парке Славы зажгли Вечный огонь. Введено в эксплуатацию 130 тыс. м² жилья.
- 1987 — Добыта 200-миллионная тонна нефти. Установлено 15 телефонных автоматов.
- 1988 — Открыт детский сад № 35.
- 1989 — Полностью ликвидированы бараки.
- 1990 — Аппарат НГДУ «Аксаковнефть» переехал в новое здание по Вокзальной ул. Начался выпуск газеты «Приютовский нефтяник».
- 1991 — Школа искусств получила новое здание.
- 1992 — Создан центр детского творчества.
- 1995 — Построен мясокомбинат НГДУ «Аксаковнефть». Введена в строй электронная телефонная станция «Квант» на 4000 номеров. Пущена в эксплуатацию АЗС.
- 1996 — Построен молочный комбинат НГДУ «Аксаковнефть». Введён в работу комбикормовой завод.

### XXI век

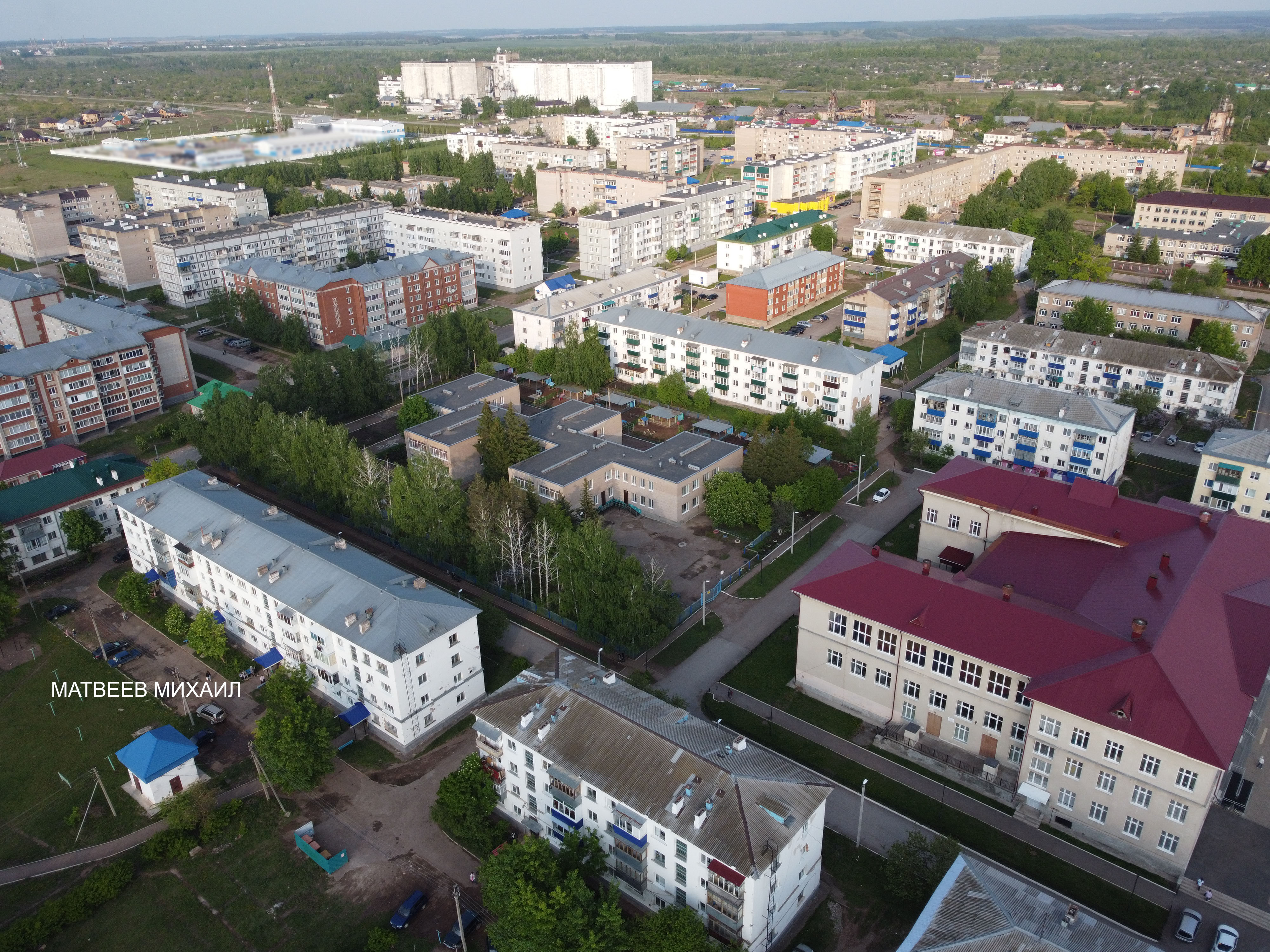
Приютово за площадью

- 2005 — Реорганизация НГДУ «Аксаковнефть».
- 2004 — В результате административно-территориальной реформы посёлок Приютово, территориально находившийся в Ермекеевском районе, передан в состав Белебеевского района. Статья № 42 об изменениях в Законе об административно-территориальном устройстве Республики Башкортостан гласит: «Изменить границы города Белебея, Белебеевского и Ермекеевского районов согласно представленной схематической карте, передав Приютовский поссовет города Белебея в состав территории Белебеевского района».

Закон «О внесении изменений в административно-территориальное устройство Республики Башкортостан в связи с образованием, объединением, упразднением и изменением статуса населённых пунктов, переносом административных центров» от 20 июля 2005 года № 211-З постановляет:

ст. 2. Объединить следующие населённые пункты с сохранением наименований:
2) в Белебеевском районе:
д) посёлки Малоприютово, Плодопитомника и рабочий посёлок Приютово, установив объединённому населённому пункту тип поселения — рабочий посёлок, с сохранением наименования «Приютово»;

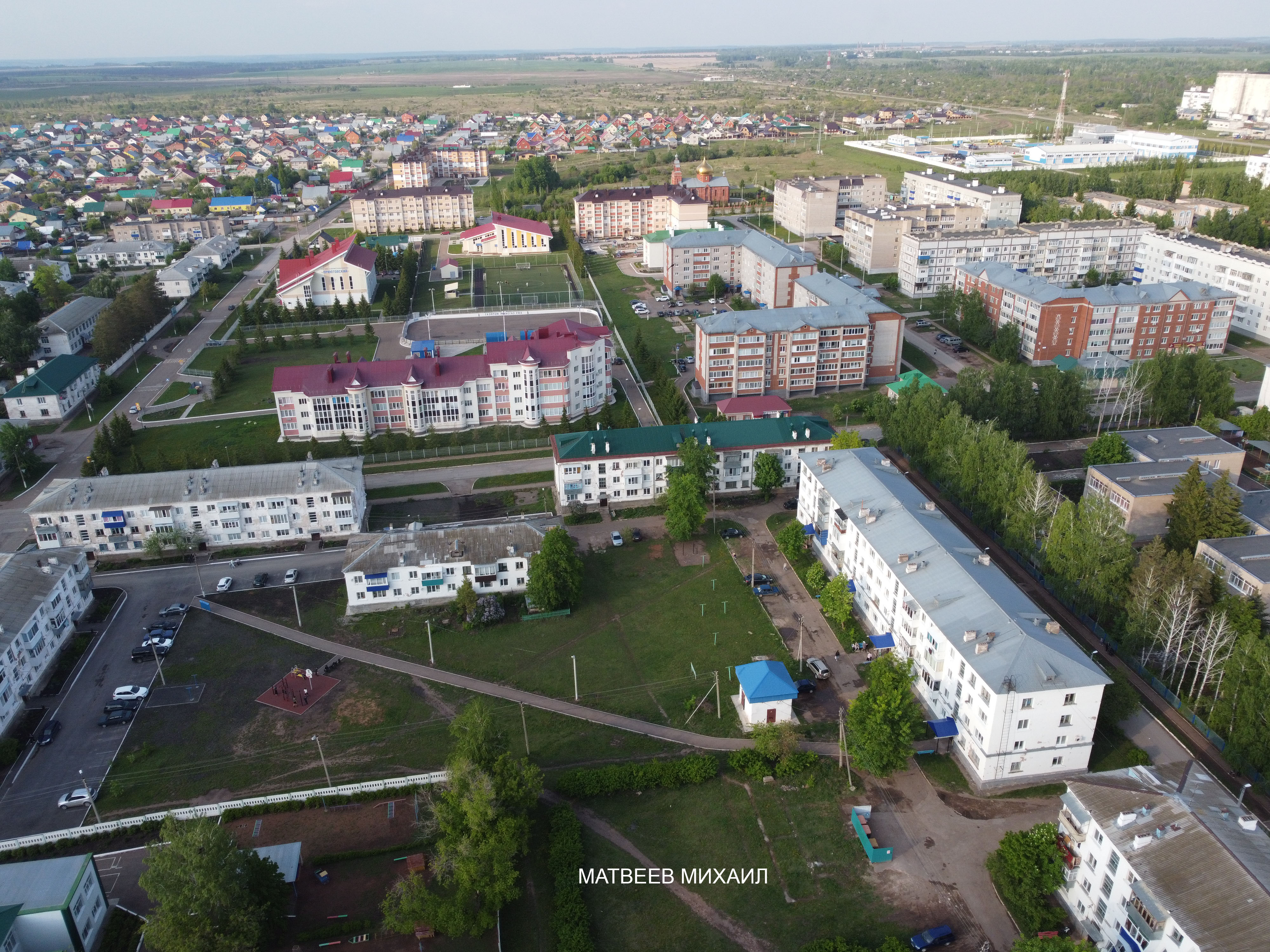
Дворы Приютово

- 2009 — Реорганизация НГДУ «Ишимбайнефть».
- 2010 — Построен и пущен в эксплуатацию спортивно-оздоровительный комплекс «Приютовский».
- 2012 — В рамках развития спорта и привития интереса к здоровому образу жизни в городском поселении Приютовский поссовет завершилось строительство плавательного бассейна (спонсор — «Газпром Трансгаз Уфа»).
- 2012 — Правительством Республики Башкортостан, по личному поручению Президента Башкортостана, разработана программа социально-экономического развития городского поселения Приютовский поссовет. В нём отражены основные пути выхода из сложившегося кризиса: благоустройство посёлка, создание рабочих мест (реанимирование газоперерабатывающего завода, строительство нового комбикормового завода, развитие малого предпринимательства и прочее), развитие образования и здравоохранения (создание на базе Приютовской медсанчасти межрайонного медицинского центра по обслуживанию жителей как Белебеевского, так и Ермекеевского и Бижбулякского районов.

- 24 августа 2013 — В присутствии высоких гостей: Верховного муфтия, Председателя Центрального духовного управления мусульман России Талгата Таджутина, представителей администрации Президента Республики Башкортостан и других была торжественно открыта Приютовская соборная мечеть, украсившая архитектурный облик посёлка.

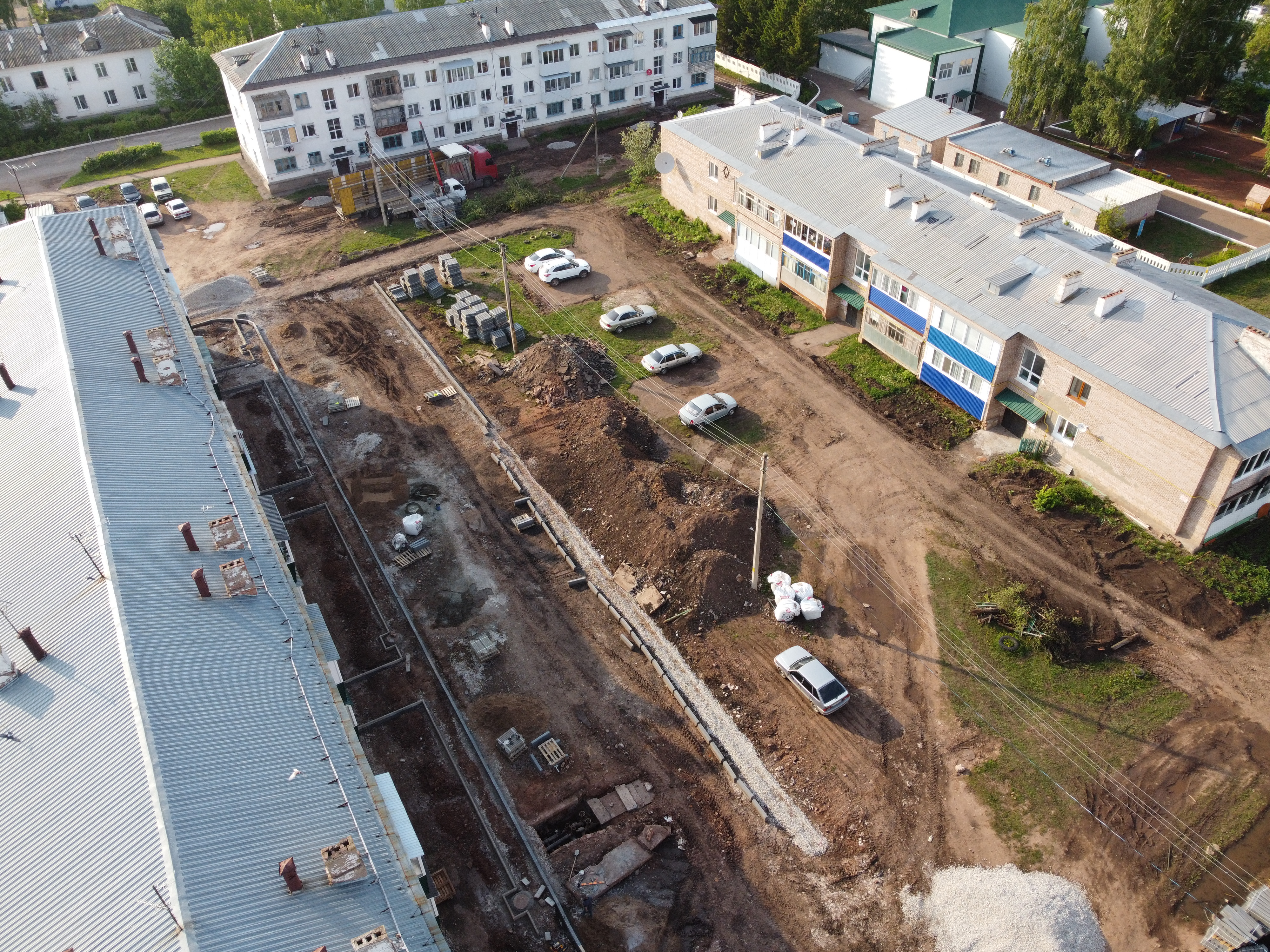
Ремонт двора в Приютово по программе «Башкирский дворик»

- Ремонт двора в Приютово по программе «Башкирский дворик»22 июня 2018 г. — Расширены границы территории ГП Приютовский поссовет — согласно Закону «Об изменениях в административно-территориальном устройстве Республики Башкортостан и изменении границ муниципальных образований Белебеевский и Ермекеевский районы Республики Башкортостан». Принят Государственным Собранием — Курултаем Республики Башкортостан 22 июня 2018 года. «Изменить границы Белебеевского района, Ермекеевского района, Приютовского поссовета Белебеевского района, Бекетовского сельсовета Ермекеевского района Республики Башкортостан согласно представленной схематической карте, передав часть территории Бекетовского сельсовета Ермекеевского района Республики Башкортостан площадью 112,3 га (1123426 м²) в состав территории Приютовского поссовета Белебеевского района Республики Башкортостан». Таким образом, общая территория городского поселения Приютовский поссовет на конец 2018 года составила 11,57 квадратных километров.

## Население
| 1959    | 1970    | 1979    | 1989    | 2002    | 2008    | 2009    | 2012    | 2013    | 2014    |
| ------- | ------- | ------- | ------- | ------- | ------- | ------- | ------- | ------- | ------- |
| 20 278  | ↗21 051 | ↘18 164 | ↗19 349 | ↗20 807 | ↗20 908 | ↗20 989 | ↘20 542 | ↘20 394 | ↘20 237 |
| 2015    | 2016    | 2017    | 2018    | 2019    | 2020    | 2021    | 2022    | 2023    | 2024    |
| ↘19 998 | ↘19 768 | ↘19 653 | ↘19 413 | ↘19 132 | ↘18 916 | ↗19 595 | ↘18 497 | ↗19 382 | ↘19 160 |
| 2025    |         |         |         |         |         |         |         |         |         |
| ↘19 038 |         |         |         |         |         |         |         |         |         |

### Национальный состав

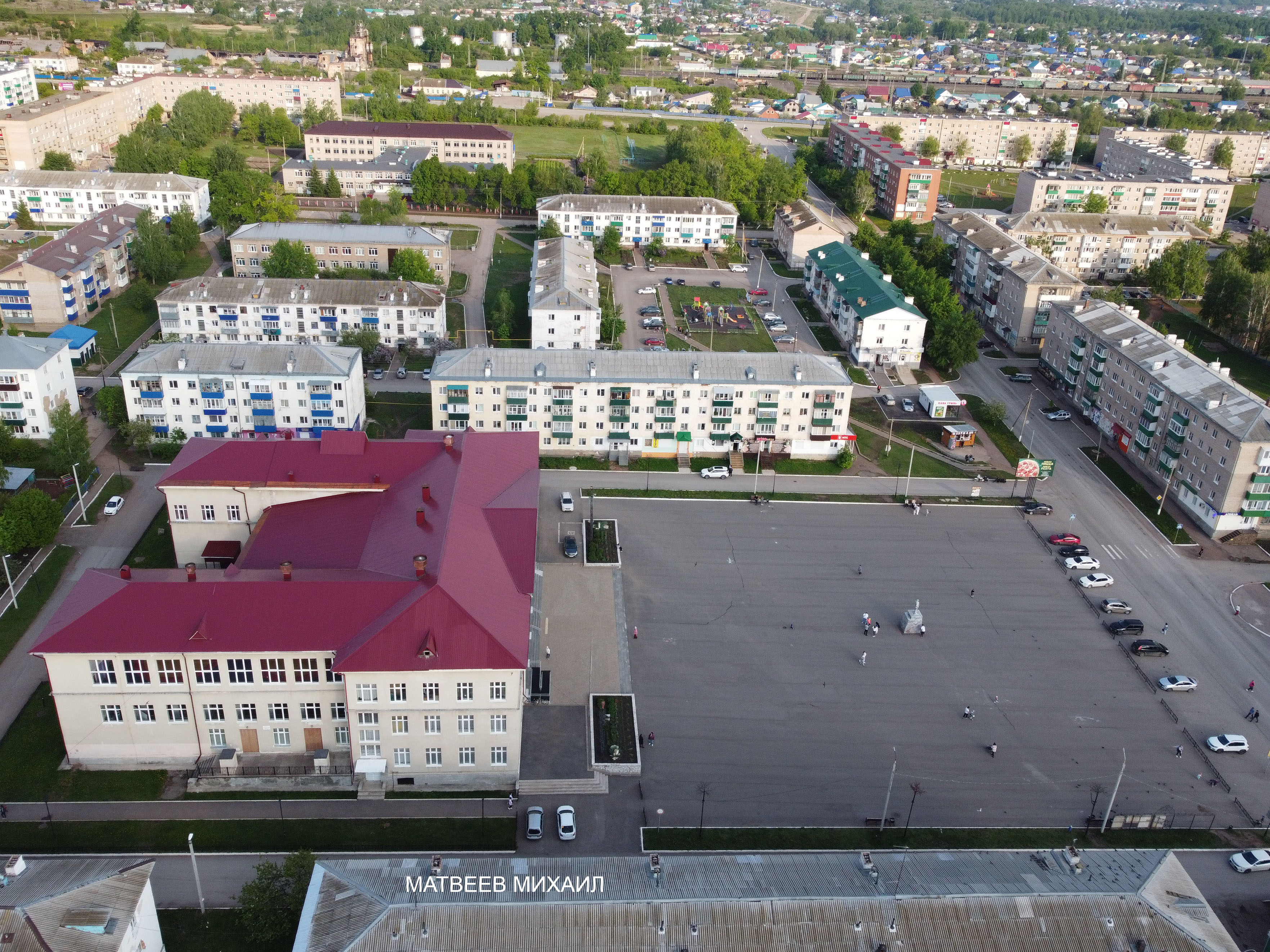
Площадь в Приютово

Согласно Всероссийской переписи населения 2010 года: русские — 45,1 %, татары — 25,5 %, башкиры — 12 %, чуваши — 10 %, мордва — 4,1 %, украинцы — 1,6 %, лица других национальностей — 1,7 %.
По итогам переписи населения 2020 года проживали следующие национальности (национальности менее 0,1 % и другое см. в сноске к строке «Другие»):
| Национальность | Численность, чел. | Доля     |
| -------------- | ----------------- | -------- |
| Русские        | 9 333             | 47,63 %  |
| Татары         | 4 802             | 24,51 %  |
| Башкиры        | 2 359             | 12,04 %  |
| Чуваши         | 2 001             | 10,21 %  |
| Мордва         | 556               | 2,84 %   |
| Украинцы       | 185               | 0,94 %   |
| Армяне         | 79                | 0,4 %    |
| Узбеки         | 41                | 0,21 %   |
| Удмурты        | 40                | 0,2 %    |
| Марийцы        | 22                | 0,11 %   |
| Другие         | 177               | 0,9 %    |
| Итого          | 19 595            | 100,00 % |

### Языковой состав
Согласно Всероссийской переписи населения 2010 года родными языками населения являлись: русский — 58,8 %,
татарский — 22 %, башкирский — 9,1 %, чувашский — 6,6 %, мордовский — 2,1 %.

## Климат
- Среднегодовая температура воздуха: 4,1 °C
- Относительная влажность воздуха: 67,3 %
- Средняя скорость ветра: 3,4 м/с

Средняя температура в ПРИЮТОВО
| Январь | Февраль | Март   | Апрель | Май   | Июнь  | Июль  | Август | Сентябрь | Октябрь | Ноябрь | Декабрь |
| ------ | ------- | ------ | ------ | ----- | ----- | ----- | ------ | -------- | ------- | ------ | ------- |
| -10 °C | -9 °C   | -3 °C  | 7 °C   | 15 °C | 23 °C | 24 °C | 22 °C  | 14 °C    | 7 °C    | -3 °C  | -8 °C   |
| -19 °C | -18 °C  | -13 °C |        |       |       |       |        |          |         |        |         |
| 5 °C   | 12 °C   | 14 °C  | 12 °C  | 7 °C  |       |       |        |          |         |        |         |
| -10 °C | -14 °C  |        |        |       |       |       |        |          |         |        |         |

## Экономика
Добыча нефти. В Приютове расположен ряд предприятий, в прошлом являвшихся подразделениями градообразующего предприятия НГДУ «Аксаковнефть». Ныне цеха и подразделения данного предприятия входят в НГДУ «Ишимбайнефть».
Также функционирует газоперерабатывающий завод.

## Образование
В Приютово 3 средних школ (школа № 4 реорганизована путём слияния со школой № 5), 8 детских садов, детская школа искусств (музыкального и художественного направлений); с 1992 года функционирует центр детского творчества.

## Спорт
В городском поселении созданы хорошие условия для привития интереса подрастающего поколения физической культуре и спорту: в 4 школах посёлка имеются собственные спортивные площадки и спортзалы, где проводятся секции по различным видам спорта. Кроме этого, необходимо отметить важные даты в открытии спортивных объектов, оказавших большое влияние на спортивную и культурную жизнь посёлка:
1958 — Начало деятельности спортзала в старой части Приютово, где и по сей день проводятся различные спортивные состязания по футболу, волейболу и баскетболу (городского, районного, межрайонного и республиканского уровней).
1968 — В связи с открытием Дома культуры был введён в эксплуатацию и спортзал, находящийся в этом же здании.
1984 — Построен стадион НГДУ «Аксаковнефть», который до сих пор имеет огромную роль в проведении спортивных и культурных мероприятий посёлка.
2010 — Построен и пущен в эксплуатацию спортивно-оздоровительный комплекс «Приютовский».
2012 — Завершилось строительство плавательного бассейна.
2013 — При спонсорской поддержке ООО «Газпром трансгаз Уфа» была построена оборудованная хоккейная коробка. В зимнее время года проводятся хоккейные турниры, собирающие команды из разных районов и городов республики.
В посёлке существует профессиональная футбольная команда «Приютово».

## Телекоммуникации
Территория п. Приютово и его окрестностей поддерживается сотовой связью операторов 2G, 3G, 4G MTC, 2G, 3G, 4G Мегафон, Билайн 2G, 3G. В городском поселении представлены услуги IP-телевидения и скоростного Интернета по технологии ADSL, ethernet, осуществляемые компаниями «Ростелеком» и «Уфанет». Развита сеть кабельного телевидения «Спутник-ТВ» — услуги предоставляются жителям многоэтажных домов. Услуги почтовой связи оказывает почтамт филиала ФГУП «Почта России», расположенного по адресу: п. Приютово, Бульвар Мира, 4.

## Средства массовой информации
Телевидение 
| ТВК | Телеканал           | Мощность (кВт) | Мачта |
| --- | ------------------- | -------------- | ----- |
| 27  | БСТ                 | 5              | РТПС  |
| 32  | цифра DVB-T2 (1 мп) | 1              | РТРС  |
| 56  | цифра DVB-T2 (2 мп) | 1              | РТРС  |

Местные СМИ

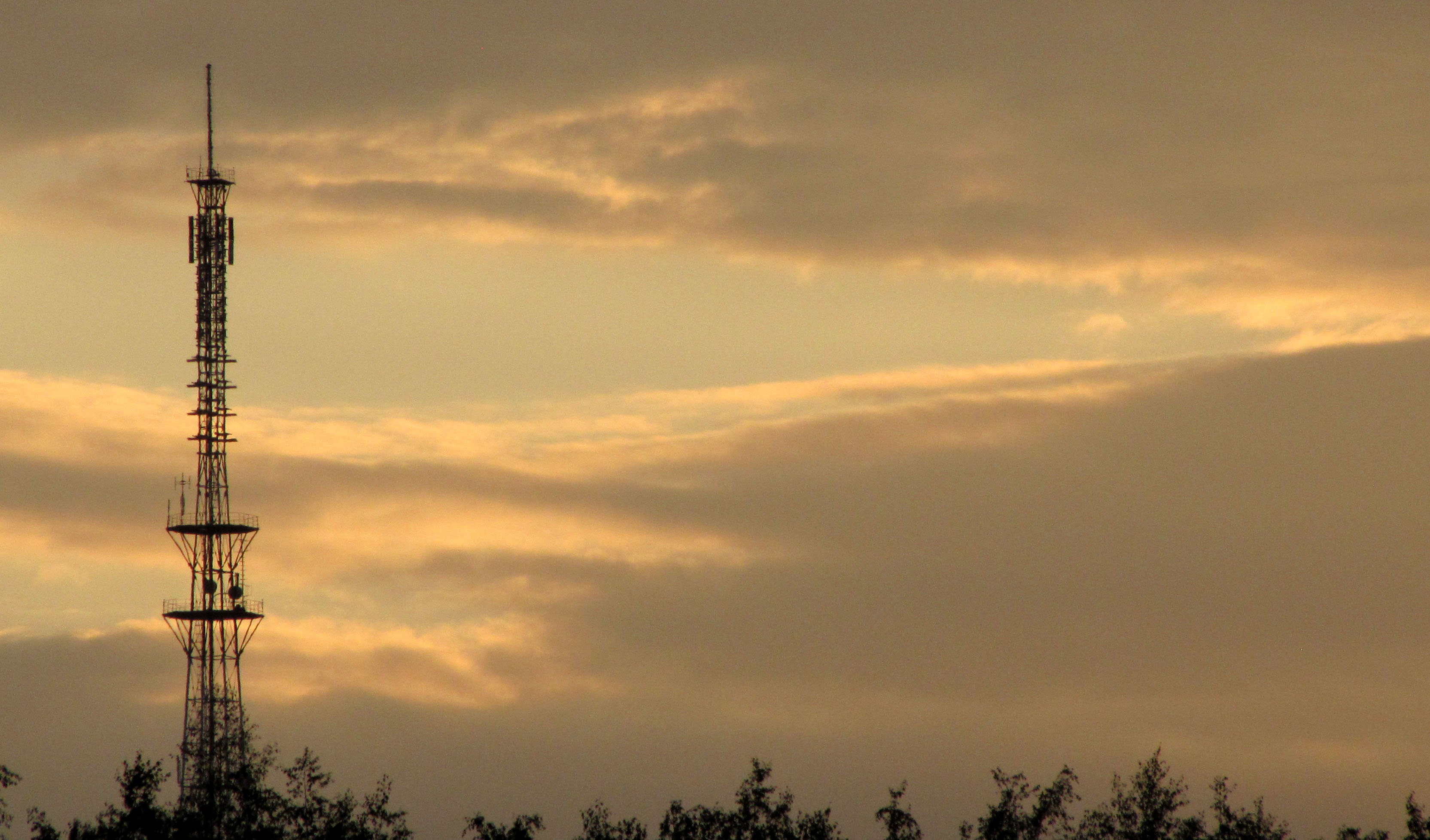
Телебашня в Белебее

С 1990 года в Приютово издаётся местная газета «Приютовский нефтяник», учредителем и спонсором которой являлось НГДУ «Аксаковнефть» (с 1990 по 2004 гг.).

## Религия
В посёлке есть православная Церковь Тихвинской иконы Божией Матери и две мечети.